# Rynin (cráter)

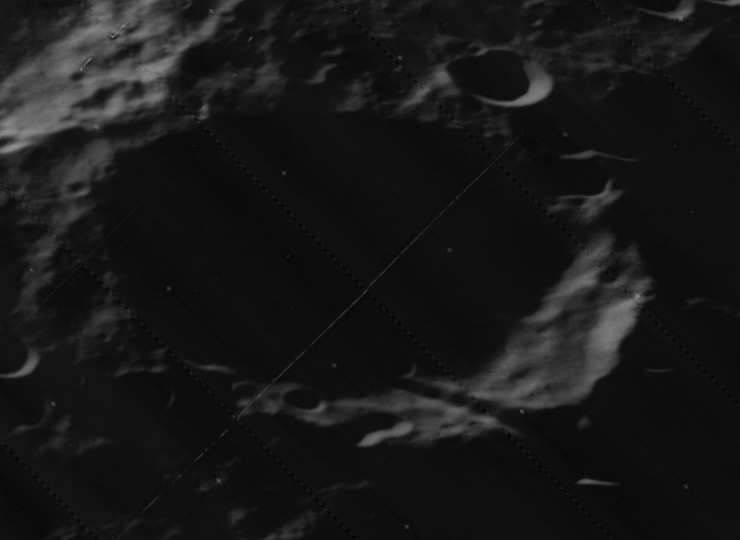
Imagen oblicua de la misión Lunar Orbiter 5, mirando al oeste

Rynin es un cráter de impacto que se encuentra justo detrás del limbo noroeste, en la cara oculta de la Luna. Se halla al este del cráter Stefan, más grande, y al suroeste de Chapman.
|  |

Es un cráter con el borde exterior desgastado y redondeado debido a la erosión producida por otros impactos. El borde se mantiene relativamente bien definido alrededor de la mayor parte del perímetro, pero está cubierto por varios cráteres pequeños. En el lado este se sitúa un largo corte con forma de daga que atraviesa el brocal hasta alcanzar el suelo interior. Este corte está conectado con una formación de cráteres exteriores situada junto al borde este de Rynin. Un acúmulo de materiales desplomados recorre en la pared interna del cráter hacia el norte.
La sección occidental del suelo interior de Rynin está ocupada por un cráter más pequeño, que se extiende desde la base de la pared interior hasta casi el punto medio del cráter. Presenta impactos más pequeños sobre la superficie interior, de otro modo relativamente llana. Tres de estos impactos se en sitúan en la pared interna sur.